# Via negra
La via negra, en anglès black open access, en l'accés obert, es aquella via d'accés a la literatura científica que es refereix a la publicació il·legal d'articles amb tots els drets reservats a través de plataformes tipus Sci-Hub, ResearchGate, o Academia.edu, entre d'altres.